# Artemisprogramma

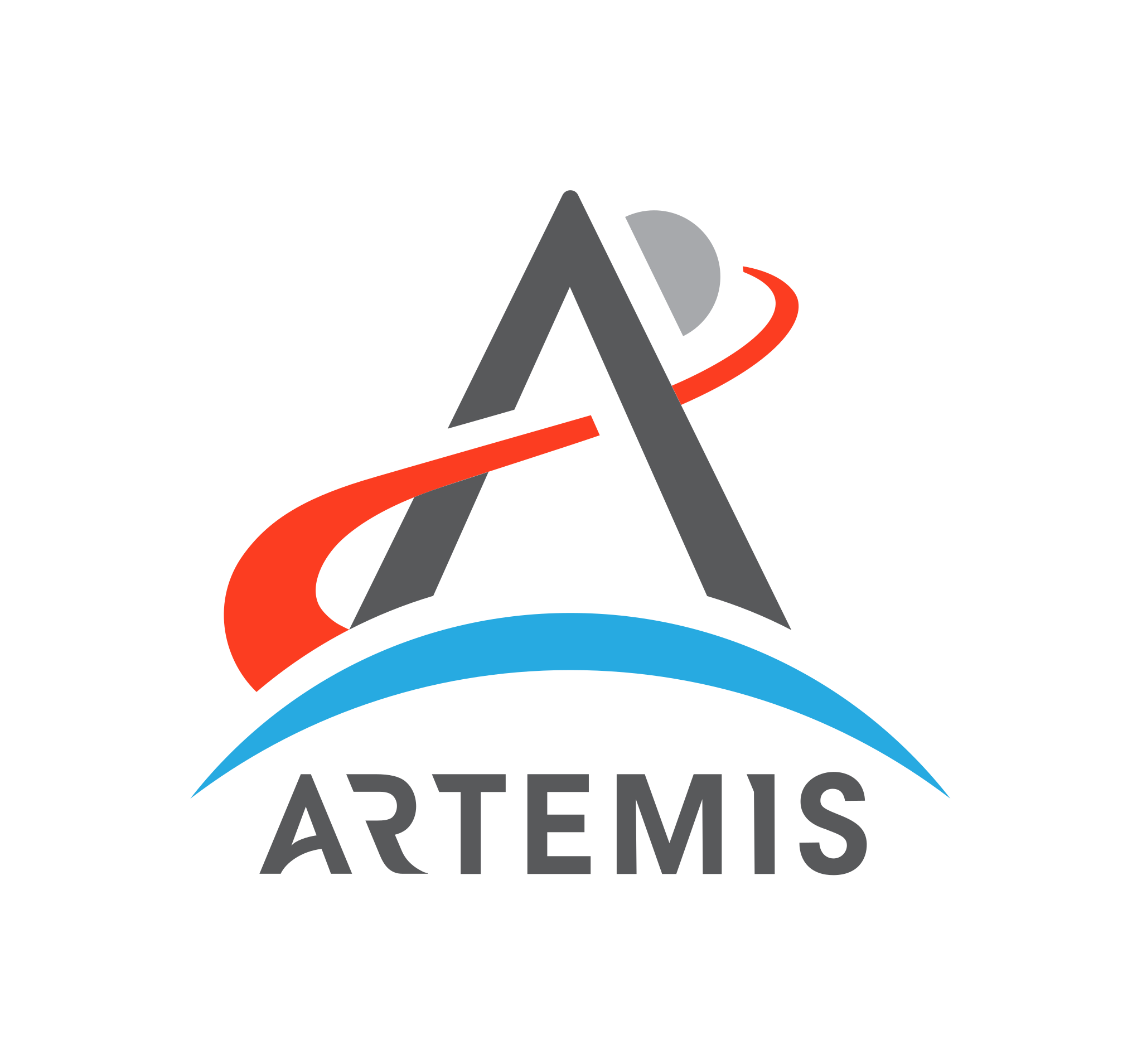
Artemis-logo

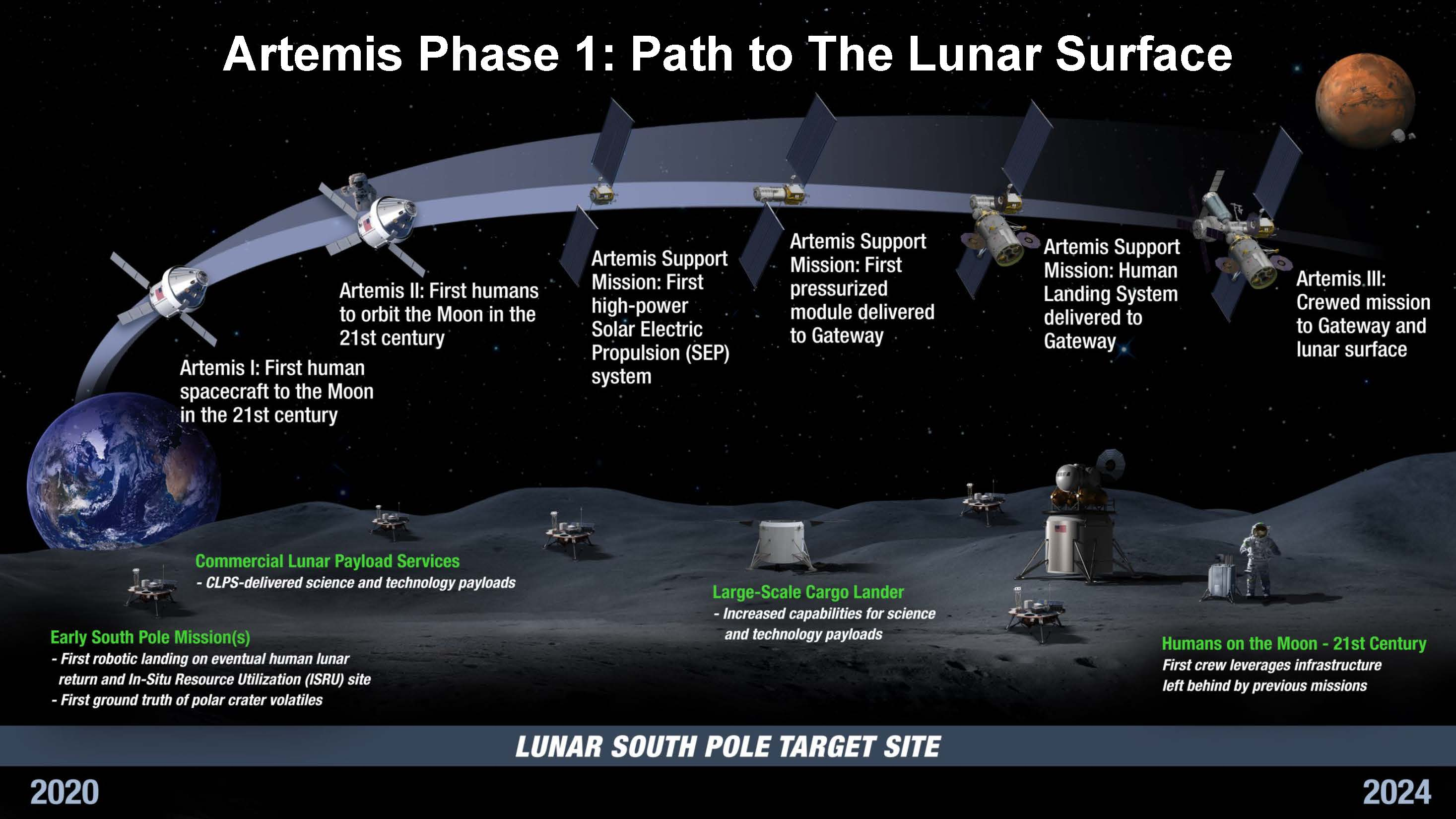
Eerste fase van het Artemisprogramma t/m Artemis III

Het Artemisprogramma is een door NASA opgestart internationaal ruimtevaartprogramma om halverwege 2027 opnieuw astronauten, onder wie tevens de eerste vrouw, op de Maan te laten landen. Het Artemisprogramma wordt behalve als een maanprogramma, ook gezien als voorbereiding op bemande ruimtevaart naar Mars.

## Voorgeschiedenis
De voorlopig laatste bemande maanmissie vond plaats in 1972 met Apollo 17. Na het Apolloprogramma werd met Skylab en het Spaceshuttleprogramma de nadruk verlegd naar bemande ruimtevaart in een lage baan om de Aarde. Voor missies op grotere afstand van de aarde werden onbemande ruimtesondes gebruikt. 

## Chronologie

### Kabinet-Obama
In de jaren 2000 werd onder president George W. Bush het Constellationprogramma opgestart dat een terugkeer naar de maan moest bewerkstelligen. Dit programma werd in 2010 door de regering Obama voortijdig stil gelegd omdat het veel duurder dan beoogd was, tegen technische en veiligheidsproblemen aanliep en president Obama de nadruk op de ontwikkeling van commerciële ruimtevaartuigen wilde leggen (Commercial Crew-programma).
Wel werd in opdracht van de Amerikaanse senaat de ontwikkeling van de ruimtecapsule Orion uit het Constellationprogramma in 2011 hervat en de ontwikkeling van een serie nieuwe, zeer zware draagraketten genaamd Space Launch System (SLS) met daarin bestaande technologie van de Space Shuttle en de Delta IV-raket ingezet waarmee bemande ruimtevaart naar Mars mogelijk moest worden.
Het gebruik van bestaande techniek werd door het congres als een snelle en goedkope manier gezien om een Mars-raket te ontwikkelen en een groot aantal banen die aan het Spaceshuttleprogramna waren verbonden te behouden. In de praktijk bleek het project echter veel duurder en langduriger te zijn. Desondanks werd de ontwikkeling toch doorgezet.

### Kabinet-Trump
Bij het aantreden van president Trump in 2017 verlegde hij de plannen van “ruimtevaart naar Mars” naar een terugkeer naar de Maan. SLS en Orion zijn ook daarvoor geschikt dus ging die ontwikkeling door. Trumps vicepresident Mike Pence heeft de aansturing van NASA en de ruimtevaartindustrie tot een van zijn persoonlijke taken gemaakt.
In 2018 werd een aanbestedingsprogramma voor kleine commerciële bevoorradingslanders geopend het Commercial Lunar Payload Services-programma (CLPS). In februari 2019 nodigde NASA-directeur Jim Bridenstine internationale ruimtevaartorganisaties en bedrijven uit om aan te haken bij NASA’s initiatief om in 2028 terug te keren naar de maan en daar een internationale permanent bemande maanbasis te bouwen.
De Lunar Gateway, een ruimtestation dat in een baan om de maan draait moet daarin een belangrijke rol spelen. Het Canadese ruimtevaartagentschap sloot zich enkele dagen na die oproep aan bij dat programma. Slechts enkele weken later kondigde Mike Pence een versnelde terugkeer naar de maan aan dat twee maanden later de naam Artemis kreeg. 
Dit project is in eerste instantie een Amerikaans project en er lijken geen buitenlandse agentschappen bij betrokken te worden. Canada zal een robotarm voor de Lunar Gateway bouwen. Eerder leverde Canada de robotarmen van de Spaceshuttle en het ISS.
Op 26 maart 2019 kondigde de Amerikaanse vicepresident Mike Pence het project tijdens de vijfde vergadering van de National Space Council aan. De regering Trump kondigde vervolgens in mei 2019 aan 1,6 miljard dollar extra vrij te maken voor het programma.
Het project werd daarom op 13 mei 2019 door NASA-directeur Jim Bridenstine vernoemd naar Artemis, de tweelingzus van Apollo in de Griekse mythologie. Apollo was de naam van het eerste Amerikaanse bemande maanprogramma in de jaren 1960 en 1970. Artemis was ook de godin van de maan. De aanvankelijke planning van het Artemisprogramma behelsde in mei 2019 voor de periode tot en met 2028 zo’n 37 lanceringen waaronder zes bemande vluchten waarvan er vijf tot een bemande maanlanding moeten leiden.
Ondertussen werd duidelijk dat de eerste maanlanding van het programma (Artemis III) geen gebruik zal maken van de Lunar Gateway en de maanlander hoogst waarschijnlijk met één, in plaats van drie raketten zal worden gelanceerd waarmee het aantal lanceringen kleiner zal zijn. 
Op 7 juni 2019 zorgde president Trump voor verwarring door op Twitter te schrijven dat NASA moet stoppen te praten over een terugkeer naar de Maan. Hij bedoelde hiermee te zeggen dat de Maan een tussenstap in de reis naar Mars is en dat dat hoofddoel duidelijk moet worden. In de weken daarna bezigde NASA de slagzin Moon to Mars.

### Kabinet-Biden
Op 4 februari 2021 bleek dat ook het enkele weken daarvoor aangetreden Kabinet-Biden achter de doelen van het Artemisprogramma stond, dit bleek uit een statement tijdens een persbijeenkomst met Jen Psaki, de perschef van het Witte Huis onder president Biden. Ook kwam er steun uit de senaat in de vorm van elf senatoren van de democratische partij die Biden verzochten om de financiering van het bemande maanlander-programma rond te maken.
Op 18 februari 2021 gaf waarnemend NASA-directeur Steve Jurczyk aan dat een eerste bemande maanlanding in 2024 niet langer als realistisch werd beschouwd. Met name het ontbreken van volledige financiering van het Human Lander System-ontwikkelingprogramma door het congres maakte het vereiste ontwikkelingstempo onmogelijk. 
Medio november 2021 werd bekend gemaakt dat NASA de streefdatum voor de terugkeer van astronauten naar de maan waarschijnlijk verschuift naar 2025 en niet in 2024 zoals eerder gepland. NASA wijt de vertraging aan de rechtszaken over contracten voor de maanlander van het agentschap, evenals wijzigingen in de reikwijdte van sommige NASA-programma's en de COVID-19-pandemie.
In januari 2024 maakte NASA een nieuwe wijziging van de lanceerdatum bekend. Artemis 2 verschuift naar september 2025 en Artemis 3 wordt uitgesteld tot september 2026.
In december 2024 maakte NASA opnieuw een  wijziging van de lanceerdatum bekend. Artemis 2 verschuift naar april 2026 en Artemis 3 wordt uitgesteld tot halverwege 2027.

### Internationaal project
Naast de Verenigde Staten zijn inmiddels 55 landen en een Brits kroonbezit bij het programma aangesloten door ondertekening van de Artemisakkoorden. Dat zijn:
| Land                         | Datum             |
| ---------------------------- | ----------------- |
| Japan                        | 19 oktober 2019   |
| Italië                       | 25 september 2020 |
| Canada                       | 13 oktober 2020   |
| Verenigde Arabische Emiraten | 13 oktober 2020   |
| Verenigd Koninkrijk          | 13 oktober 2020   |
| Luxemburg                    | 14 oktober 2020   |
| Oekraïne                     | 12 november 2020  |
| Zuid-Korea                   | 24 mei 2021       |
| Nieuw-Zeeland                | 31 mei 2021       |
| Brazilië                     | 15 juni 2021      |
| Man                          | 28 juli 2021      |
| Australië                    | 12 oktober 2021   |
| Polen                        | 26 oktober 2021   |
| Mexico                       | 10 december 2021  |
| Israël                       | 26 januari 2022   |
| Roemenië                     | 1 maart 2022      |
| Bahrein                      | 7 maart 2022      |
| Singapore                    | 28 maart 2022     |
| Colombia                     | 10 mei 2022       |
| Frankrijk                    | 7 juni 2022       |
| Saoedi-Arabië                | 14 juli 2022      |
| Nigeria                      | 13 december 2022  |
| Rwanda                       | 13 december 2022  |
| Tsjechië                     | 3 mei 2023        |
| Litouwen                     | 15 mei 2023       |
| Spanje                       | 30 mei 2023       |
| Ecuador                      | 21 juni 2023      |
| India                        | 21 juni 2023      |
| Argentinië                   | 27 juli 2023      |
| Duitsland                    | 14 september 2023 |
| IJsland                      | oktober 2023      |
| Nederland                    | 1 november 2023   |
| Bulgarije                    | 9 november 2023   |
| Angola                       | 30 november 2023  |
| België                       | 24 januari 2024   |
| Griekenland                  | 9 februari 2024   |
| Uruguay                      | 15 februari 2024  |
| Zwitserland                  | 15 april 2024     |
| Zweden                       | 16 april 2024     |
| Slovenië                     | 19 april 2024     |
| Peru                         | 30 mei 2024       |
| Slowakije                    | 30 mei 2024       |
| Armenië                      | 12 juni 2024      |
| Dominicaanse Republiek       | 4 oktober 2024    |
| Estland                      | 13 oktober 2024   |
| Cyprus                       | 23 oktober 2024   |
| Chili                        | 25 oktober 2024   |
| Denemarken                   | 13 november 2024  |
| Oostenrijk                   | 11 december 2024  |
| Panama                       | 11 december 2024  |
| Thailand                     | 16 december 2024  |
| Liechtenstein                | 20 december 2024  |
| Finland                      | 21 januari 2025   |
| Bangladesh                   | 8 april 2025      |
| Noorwegen                    | 15 mei 2025       |
| Senegal                      | 24 juli 2025      |

## Draagraket, capsule, ruimtehabitat, maanlanders en ruimtepakken
Het is de bedoeling dat astronauten in een Orion-capsule door een SLS-raket worden gelanceerd. De Orion zal vervolgens aankoppelen bij een verkleinde versie van de eerder voorgestelde Lunar Gateway die in een later stadium wordt uitgebouwd tot een groter systeem. De Lunar Gateway zal als ruimtehabitat in een baan om de maan zweven en communicatie met de mensen en systemen op de maan onderhouden en doorsturen. Ook de maanlander zal daarbij zijn aangekoppeld. 
De Europese ruimtevaartorganisatie, ESA, levert de European Service Module van het Orion-ruimteschip,(ESM) die de ruimtereizigers van zuurstof, warmte, water, stroom, en voortstuwing voorziet. ESA draagt 350 miljoen euro bij aan de missie en regelt een aantal zaken vanuit het control center in Noordwijk.
Er was nog geen ontwerp voor een maanlander gekozen en datzelfde gold voor de Lunar Gateway. NASA heeft in 2018 en 2019 45,5 miljoen dollar aan subsidies aan elf ruimtevaartbedrijven verstrekt voor het onderzoeken van mogelijkheden voor de bouw van een habitat en/of een maanlander of onderdelen daarvan. 
NASA heeft een maanlanderconcept dat uit drie trappen moet bestaan voor ogen. De drie delen zijn een landingstrap, een opstijgtrap om mee terug te keren naar de Lunar Gateway en een bemanningscapsule. De bedrijven die subsidies ontvingen zijn:
- Aerojet Rocketdyne
- Blue Origin
- Boeing
- Dynetics
- Lockheed Martin
- Masten Space Systems
- Northrop Grumman
- OrbitBeyond
- Sierra Nevada Corporation
- SpaceX
- Maxar Technologies, het voormalige SSL

Op 23 mei 2019, werd Maxar geselecteerd om het Power and Propulsion Element (PPE), oftewel de servicemodule van de Lunar Orbital Platform-Gateway te bouwen. Het bedrijf wordt daarin bijgestaan door de bedrijven Blue Origin en Draper. De PPE heeft drie taken:
- zorgen voor de voortstuwing van de Lunar Gateway met een ionenmotor,
- elektriciteitsvoorziening door middel van zonnepanelen
- communicatie-antennes

Er bestaat reeds een aantal conceptontwerpen waarvan niet duidelijk is gemaakt of ze ook voor dit project worden meegenomen in de beraadslaging van NASA.
Northrop Grumman Innovation Systems heeft een concept-ontwerp voor een kleine Lunar Gateway die is gebaseerd op hun onbemande ruimtevaartuig Cygnus. Ook Bigelow Aerospace werkt aan een (opblaasbare) ruimtehabitat waarvan een verkleinde testversie al enkele jaren aan het ISS is gekoppeld. Lockheed Martin heeft in oktober 2018 een conceptontwerp voor een maanlander die op de Orion-capsule is gebaseerd gepresenteerd. Blue Origin presenteerde in mei 2019 een maanlander genaamd Blue Moon die in aangepaste vorm ook met een bemanningsmodule kan worden uitgerust. De ontwikkeling daarvan was drie jaar daarvoor al begonnen en CEO Jeff Bezos hoopt deze in 2024 aan NASA te kunnen en mogen leveren. Verder is er een taak weggelegd voor commerciële draagraketten die de meeste onbemande lanceringen zullen uitvoeren.
In een informatiesheet van NASA wordt de maanlander in drie delen gelanceerd. Het is echter niet ondenkbaar dat een maanlander als een geheel met een superheavylift-raket als de Falcon Heavy of de New Glenn wordt gelanceerd. Voor latere missies wil NASA de maanlander en de Lunar Gateway in de ruimte kunnen bijtanken. Daarom wordt ook die mogelijkheid bestudeerd. 
In augustus 2019 meldde Jim Bridenstine dat de bouw van de maanlander door NASA’s Marshall Space Flight Center in Huntsville Alabama zal worden gecoördineerd. De Texaanse senators Ted Cruz, Brian Babin en John Cornyn waren het er hartgrondig mee oneens. Zij hadden graag gezien dat deze opdracht naar het Johnson Space Center in Houston Texas was gegaan.
Hoewel NASA voor de bemande lanceringen een voorkeur heeft voor de door NASA ontwikkelde SLS-Orion heeft Mike Pence fabrikanten Boeing en Lockheed Martin gewaarschuwd dat bij verdere vertragingen mogelijk voor een commercieel alternatief wordt gekozen. Met name het door Boeing gebouwde Space Launch System heeft veel tegenslag en vertraging in de ontwikkeling gehad en ligt anno 2019 reeds vier jaar achter op de originele planning. 
Om die reden liet NASA begin 2019 onderzoeken of Orionvlucht EM-1 (nu Artemis 1) door een of meer commerciële raketten kon worden gelanceerd. Hierbij kwam een Falcon Heavy met een extra Delta IV-upperstage als enige alternative mogelijkheid naar voren. De conclusie was dat dat technisch mogelijk is maar geen tijdwinst zou opleveren. Dit zou namelijk nieuwe grondsystemen en windtunneltesten vereisen. Wel werkt NASA dit plan verder uit om het mogelijk in een later stadium te gebruiken.
Het is ook niet uitgesloten dat SpaceX’ volgende generatie draagraket- en ruimteschip genaamd Starship in 2024 in staat zal zijn tot een maanlanding.
In oktober 2019 maakte NASA bekend met Boeing in onderhandeling te zijn over een bestelling van tien SLS-raketten.
In oktober 2019 werd duidelijk dat Blue Origin een samenwerking met Lockheed Martin, Northrop Grumman en Draper heeft gestart voor de ontwikkeling van een bemande maanlander. Blue Origins Blue Moon zal de landingsmodule vormen en Lockheed Martin zal de herbruikbare terugkeermodule leveren en Northrop Grumman levert de eveneens herbruikbare bemanningscapsule. Het navigatiesysteem zal door Draper worden ontwikkeld. Het plan is erop gericht het NASA-contract voor de Artemis-lander in de wacht te slepen en voldoet aan de specificaties die NASA eerder vrijgaf. De lander blijft in dit plan eigendom van de vier bedrijven en NASA
Ook Boeing heeft een conceptontwerp ingediend. De lander van Boeing gebruikt een SLS-IB-raket waarvan de aangepaste upperstage als servicemodule functioneert. Deze lander hoeft geen gebruik van de Lunar Gateway te maken.

### Selectie bemande Maanlander A
Op 30 april 2020 maakte NASA bekend dat de landers van SpaceX, National Team (Blue Origin-consortium) en Dynetics zijn geselecteerd voor verdere ontwerpstudies. Blue Origin ontvangt een subsidie 579 miljoen dollar voor verdere uitwerking van hun ontwerp, Dynetics 253 miljoen dollar en SpaceX 135 miljoen dollar. Deze bedragen zijn bedoeld om in een ontwikkelingsperiode van tien maanden te besteden en de hoogte is gelijk aan wat de bedrijven vroegen voor die periode.  
Na die tien maanden zal NASA dan overgaan tot definitieve selectie. Het is nog niet duidelijk of NASA voor een, twee of alle drie typen landers gaat. NASA houdt die mogelijkheid bewust open. De ontwerpen verschillen nogal van elkaar en hebben ieder hun sterke en minder sterke punten. 
- De National Team-lander is een drietrapsgeheel waarvan alleen de opstijgmodule met de bemanningscapsule herbruikbaar is. De National Team-lander wordt met New Glenn-raketten gelanceerd.
- De ALPACA-lander van Dynetics is op de brandstoftanks na, die wanneer ze leeg zijn een voor een worden afgeworpen, geheel herbruikbaar. De bemanningsmodule van de lander wordt door Sierra Nevada Corporation geleverd en ook Maxar Technologies zal bijdragen aan dit ontwerp. De ALPACA wordt gelanceerd met de Vulcan.
- Het Artemis-Starship van SpaceX is een aangepaste versie van hun Starship die louter als maanlander functioneert en geen stuurflappen of hitteschild heeft. Deze is geheel en veelvuldig herbruikbaar en kan naast de bemanning ook nog grote hoeveelheden vracht meenemen uit een baan om de Maan of een baan om de Aarde. Starship wordt gelanceerd met de Super Heavy en is zijn eigen tweede trap die in een baan om de Aarde kan worden bijgetankt met Starship-tankschepen. NASA noemde dit ontwerp ambitieus, maar als het slaagt maakt kan het de kosten van ruimtevaart naar de Maan sterk reduceren en de grenzen van wat technisch mogelijk is enorm oprekken.

NASA was eigenlijk van plan vier ontwerpen in de voorselectie op te nemen, maar slechts drie van de vijf aangemelde ontwerpen waren goed genoeg. De maanlander van Boeing viel af omdat deze sterk op de Exploration Upperstage van SLS-block IB leunt. Die is niet tijdig gereed om Artemis III in 2024 uit te kunnen voeren. Ook viel het ontwerp van het nauwelijks bekende Californische bedrijf Vivace af.
Aan het einde van de zomer van 2020 hadden Blue Origin en Dynetics beiden een mock-up van hun landers gebouwd. SpaceX had inmiddels twee korte testvluchten en landingen met Starship-tanksecties voltooid en begon in het najaar een mock-up van de neuskegelsectie voor Starship HLS te bouwen.
Op 2 februari 2021 werd duidelijk dat NASA zijn keuze, die aanvankelijk op 28 februari bekend zou worden gemaakt, met twee maanden zou uitstellen.
Op 16 april 2021 lekte enkele uren voor de officiële bekendmaking al uit dat alleen het ontwerp van SpaceX was geselecteerd. Omdat NASA niet genoeg financiële middelen van het congres verwachtte te krijgen werd de National Team-lander, volgens documenten een goede tweede keus, niet geselecteerd. SpaceX had als enige zijn vraagprijs voor de ontwikkeling aangepast op de verwachtte begroting van NASA (850 miljoen dollar per jaar) en zal dan een groot deel zelf financieren. SpaceX was daarmee een voordeliger keus voor NASA. Voor de ontwikkeling van Starship HLS werd 2,89 miljard dollar gevraagd. Het National Team had in hun offerte betaling vooraf gezet. Dit was volgens NASA niet de bedoeling van dat type aanbesteding en had hen kunnen uitsluiten van selectie. 
Op 26 april 2021 tekende Blue Origin bij het Government Accountability Office beroep aan tegen de gunning aan SpaceX. Ook Dynetics tekende beroep aan. In afwachting van een uitspraak van het GAO werd het contract met SpaceX geschorst.
Ook in de Amerikaanse Senaat was onvrede over de selectie van SpaceX. Starship wordt in Californië en Texas gebouwd en levert daar werkgelegenheid op. Senatoren uit andere staten hadden daardoor het nakijken. Ook geven veel senatoren er een voorkeur aan dat er minstens twee aanbieders moeten komen. Er werden daarom wetten voorgedragen die NASA bij grote aanbestedingen tot selectie van minstens twee systemen moeten dwingen, en er wordt overwogen het toegezegde bedrag voor het HLS-programma tot ruim tien miljard dollar te verhogen.
Zeer opvallend was dat Blue Origin NASA op 26 juli 2021 nog een aanbod deed dat concurrerend zou kunnen zijn. Blue Origins eigenaar Jeff Bezos bood aan zelf twee miljard dollar bij te dragen en de testvluchten zelf te financieren. Dit aanbod kwam pas ruim na afloop van de aanbestedingsprocedure.
Op 30 juli 2021 kwam het GAO tot het oordeel dat het protest Blue Origin en Dynetics ongegrond was. Daarmee werd de selectie van Starship HLS definitief en kon NASA de eerste 300 miljoen dollar aan SpaceX overmaken. Op 16 augustus 2021 klaagde Blue Origin NASA aan omdat ze zich anders dan Dynetics niet bij het besluit van het GAO wilden neerleggen. In de weken ervoor was Blue Origin een negatieve PR-campagne begonnen om het ontwerp van SpaceX als uitermate complex en riskant af te schilderen. In afwachting van de rechtszaak moest NASA, en daarmee SpaceX wederom het werk aan hun lander stilleggen. Blue Origin kreeg 4 november 2021 nul op het rekest.

### Bemande maanlander-B
In september 2021 werden overigens weer subsidies aan dezelfde vijf bedrijven (waarvan drie in het National Team) verstrekt om een maanlanderontwerp te ontwikkelen dat in een latere fase van het Artemisprogramma kan worden gebruikt. 
Op 23 maart 2022 maakte NASA bekend definitief een aanbestedingsronde voor een tweede bemand maanlander-systeem uit te schrijven. Deze maanlander-B moet net als maanlander-A (Starship HLS) zowel bemand als onbemand kunnen worden gebruikt en voor missie Artemis IV beschikbaar zijn. Ondertussen boekte NASA een tweede bemande maanlanding bij SpaceX.
Op 19 mei 2023 won Blue Origin de aanbesteding voor de tweede maanlander met het vernieuwde ontwerp van de Blue Moon. Lockheed Martin, Boeing Space, Draper en Astrobotic maken deel uit van het team dat deze lander gaat bouwen.

### Astronautenauto
Op 13 april 2022 selecteerde NASA het bedrijf Canoo om een elektrische auto te bouwen waarmee de Artemisastronauten naar het lanceerplatform worden gebracht. Op 11 mei 2022 gaf Canoo aan dat ze mogelijk een liquiditeitsprobleem hadden nadat een investeerder zich terug trok.

### Ruimtepakken
Voor het werken op de Maan zijn nieuwe EVA-ruimtepakken nodig. Op 1 juni 2022 werden na een open aanbesteding de bedrijven Collins Aerospace (het vroegere Rockwell Collins) en Axiom Space geselecteerd om middels een fixed price contract ieder een ruimtepak te ontwerpen, produceren en leveren. De basismodellen zullen geschikt zijn voor extravehiculaire activiteiten (EVA’s of ruimtewandelingen) vanuit het ISS en daar worden getest. Een aangepaste variant moet dan geschikt zijn voor gebruik op het maanoppervlak. Met de ruimtepakken is in totaal 3,5 miljard dollar gemoeid. De contractanten bleken de enige contestanten voor het xEVAS-programma (exploration Extravehicular Activity Services).
Op 15 maart 2023 werd het ruimtepak van Axiom gepresenteerd. Hun pak zal voor Artemis III worden gebruikt.
Op 25 juni 2024 meldde ARS Technica dat Collins Aerospace zijn opdracht teruggeeft. Een dag later werd dit door NASA bevestigd.
Overigens heeft SpaceX in voorbereiding op hun eigen Polarisprogramma een EVA-pak ontwikkeld dat mogelijk als alternatief kan worden ingezet.

## Kritiek
Er is veel kritiek op het plan. Het ontbreken van een concreet ontwerp voor essentiële hardware was een van die punten. De vraag was al vanaf de start van het programma of 2024 überhaupt haalbaar kon zijn. Zo is er volgens velen onvoldoende budget beschikbaar en wordt er gewezen op de vertragingen bij andere grote projecten van NASA (SLS, Orion, Commercial Crew en de James Webb-ruimtetelescoop). Het uitstellen van Artemis III in februari 2021 kwam dan ook niet onverwacht. 
Ook vragen sommigen zich af of de Lunar Gateway als schakel voor dit programma nodig is. Een directe vlucht naar de maan in de stijl van de Apollovluchten lijkt de kortste slag. Voor Artemis III werd de aankoppeling bij de Gateway dan ook (voorlopig) uit het vluchtplan gehaald. Het Artemisprogramma zou het eerder door NASA geïnitieerde internationale ruimtevaartprogramma om vanaf 2028 een permanent bemande basis op de zuidpool van de maan te hebben ondermijnen. 
Ook werd het door politieke tegenstanders als een megalomane, geld verslindende en politieke stunt van Donald Trump gezien. NASA zou voor dit project volgens tech-website Ars Technica jaarlijks zes tot acht miljard dollar extra nodig hebben bovenop de jaarlijkse begroting van 20 miljard. Vanaf vlucht Artemis III zou als draagraket een SLS-Block IB gebruikt moeten worden. De ontwikkeling van de tweede rakettrap daarvan, de Exploration Upper Stage, werd juist in 2018 stilgelegd om geld vrij te maken voor de voltooiing van de veel duurder dan beoogde Block I-variant te bekostigen. Critici kregen ook op dat punt gelijk. De Block IB-variant lijkt anno 2021 pas voor Artemis V beschikbaar zijn. 
Een laatste stuk kritiek ontstond toen bleek dat SpaceX in zeer hoog tempo met de ontwikkeling van Starship aanving. Het relatief goedkope Starship zou van SLS-Orion een overbodig en geldverslindend voertuig maken.
Oud NASA-directeur Michael Griffin vertelde het Amerikaanse congres in januari 2024 dat hij Artemis het liefst zou strippen van alle commerciële partijen waarin hij niet gelooft. Volgens journalist Eric Berger wil Griffin eigenlijk niet anders zijn geannuleerde Constellationprogramma heropstarten.

## Missies
De al eerder geplande testvluchten van SLS-Orion Exploration Mission 1 en Exploration Mission 2 werden na de aankondiging van het Artemisprogramma omgedoopt tot Artemis I en Artemis II. Hieronder genoemde toekomstige doeljaren kunnen veranderen.
- CAPSTONE (Cislunar Autonomous Positioning System Technology Operations and Navigation Experiment) is een voorbereidende missie die een satelliet in dezelfde baan om de Maan brengt waarin de Lunar Gateway zal vliegen. De satelliet moet aantonen dat die in theorie stabiele baan ook daadwerkelijk te gebruiken is en de werking van een nieuw navigatiesysteem bewijzen. CAPSTONE werd op 28 juni 2022 gelanceerd. Enkele maanden later, 13 november, bereikte CAPSTONE zijn geplande baan om de Maan.

- Artemis I was een onbemande testvlucht van SLS-block 1 met een Orion-capsule die om de maan leidde en verder ging dan enig voor bemanning ontwikkeld ruimteschip ooit is geweest. De raket werd op 16 november 2022 met succes gelanceerd. De missie duurde 26 dagen. Twee eerdere lanceerpogingen in augustus en september moesten door "kinderziektes" in het ontwerp nog worden afgeblazen.

- Artemis II staat gepland voor september 2025 (aanvankelijk 2023) zal een bemande testvlucht met een soortgelijk traject als Artemis I zijn. Rond dezelfde tijd moet ook een prototype van Starship HLS een onbemande maanlanding uitvoeren.[41] aan boord zullen drie Amerikanen en een Canadees zijn.

- Artemis IIS, is een in april 2024 voorgestelde extra missie die in onderzoek is. Tijdens deze missie zou een Orion in een baan om de Aarde moeten aankoppelen bij een Starship. De reden is dat Starship HLS voorlopig nog niet klaar is om mensen op de Maan te zetten. Een Apollo 9-achtige missie zou de werking een aantal technieken alvast bewijzen. Als lanceertuig zou dan een anderhalf-traps SLS-raket, zonder tweede trap worden gebruikt. De missienaam kan wanneer deze daadwerkelijk wordt uitgevoerd in de toekomst veranderen in Artemis III waarbij alle volgende missies een nummer doorschuiven, maar dat is niet zeker.[42]

- Artemis III zou in de plannen zoals die er anno mei 2019 voor stonden de eerste bemande maanlanding van het Artemisprogramma moeten zijn. Aanvankelijk was het doel deze in 2024 uit te voeren, maar in februari 2021 ging NASA er al vanuit dat dit niet op die termijn ging lukken en ondertussen werd de vlucht officieel uitgesteld naar op zijn vroegst september 2026. De missie omvat naast SLS-Orion en Starship HLS ook de ingebruikname van een communicatiesatelliet die in een baan om de maan vliegt.

- Artemis IV zal een eerste bezoek van een bemanning aan de Lunar Gateway behelzen. De missie staat anno 9 januari 2024 gepland voor september 2028 en wordt met de eerste SLS-1B gelanceerd. Er is enige tijd sprake van geweest dat de missie geen bemande maanlanding zou bevatten, maar op 30 oktober 2022 werd die toch weer in het plan opgenomen.[43] Op 15 november 2022 werd een extra maanlanding met een Starship HLS bij SpaceX geboekt.[44]

- Artemis V staat gepland voor 2029 en bevat naast SLS-Orion ook een maanlander, een logistiek-missie en de ingebruikname van een open maanwagen.

- Artemis VI staat gepland voor 2030 en bevat naast SLS-Orion ook een maanlander, en logistiek-missie.

- Artemis VII staat gepland voor 2031 en bevat naast SLS-Orion ook een maanlander, een logistiek-missie en de ingebruikname van een maanwagen met drukcabine.

- Artemis VIII staat gepland voor 2031 en bevat naast SLS-Orion ook een maanlander, een logistiek-missie en de ingebruikname van een habitat.

Er zijn anno 2022 acht SLS-Orion-lanceringen besteld. Over een verlenging of opvolgprogramma is nog weinig duidelijkheid.

## Astronauten
Op 9 december 2020 maakte Jim Bridenstine tijdens de laatste vergadering van President Trumps National Space Council een eerste selectie van achttien Artemis-astronauten bekend, bestaand uit;
- Joe Acaba
- Kayla Barron
- Raja Chari
- Matthew Dominick
- Victor Glover
- Woody Hoburg
- Jonny Kim
- Christina Koch
- Kjell Lindgren
- Nicole Aunapu Mann
- Anne McClain
- Jessica Meir
- Jasmin Moghbeli
- Kate Rubins
- Frank Rubio
- Scott Tingle
- Jessica Watkins
- Stephanie Wilson

Op 6 augustus 2022 gaf NASA’s Chief Astronaut Reid Wiseman aan dat niet alleen deze specifieke groep, maar het gehele astronautenkorps, bestaand uit 42 actieve astronauten en tien in opleiding, in aanmerking komt voor deelname aan Artemis-missies. Zolang je gezond bent laden we je op een raket en schieten we je van de planeet af aldus Wiseman Ruim een half jaar later, op 3 april 2023, werd Wiseman geselecteerd als gezagvoerder voor Artemis II. Ook Victor Glover, Christina Koch, en de Canadese Jeremy Hansen maken deel uit van de Artemis II-bemanning.